# Подовж
Подовж (бел. Подаўж) — деревня ранее бывшая в Рудненском сельсовете Житковичского района Гомельской области Белоруссии.
На востоке и западе граничит с лесом.

## География

### Расположение
В 3 км на юг от районного центра и железнодорожной станции Житковичи (на линии Лунинец — Калинковичи), 236 км от Гомеля.

## Транспортная сеть
Транспортные связи по автомобильной дороге Житковичи — Черничи. Ранее планировка состояла из короткой, чуть изогнутой улицы, застроенной деревянными усадьбами. Но в результате активной застройки на смену деревянным усадьбам приходят кирпичные дома коттеджной застройки.

## История
Согласно письменным источникам известна с XIX века как хутор в Житковичской волости Мозырского уезда Минской губернии. В 1931 году жители вступили в колхоз. Во время Великой Отечественной войны 5 июля 1944 года освобождена от немецкой оккупации. 15 жителей погибли на фронтах. Согласно переписи 1959 года в составе совхоза имени «Алексеевского», затем КСУП «Коленское» (центр — деревня Кольно).
С 2012 года по решению Райисполкома исключена из состава Руднянского сельсовета и включена в состав города Житковичи.
Сейчас из-за активной индивидуальной коттеджной застройки стала отдельным микрорайоном города Житковичи.
В настоящее время рядом появился активно развивающийся микрорайон «Подовж-2». 
Является конечной остановкой городского автобуса первого маршрута.

## Население

### Численность
- 2004 год — 26 хозяйств, 48 жителей.

### Динамика
- 1897 год — 66 жителей (согласно переписи).
- 1908 год — 8 дворов.
- 1959 год — 102 жителя (согласно переписи).
- 2004 год — 26 хозяйств, 48 жителей.